# Rugby 20
 (février 2024).
Si vous disposez d'ouvrages ou d'articles de référence ou si vous connaissez des sites web de qualité traitant du thème abordé ici, merci de compléter l'article en donnant les références utiles à sa vérifiabilité et en les liant à la section « Notes et références ».
Rugby 20 est un jeu vidéo de simulation de rugby à XV développé par Eko Software et publié par Bigben Interactive sorti sur PlayStation 4, Xbox One et PC, le 23 janvier 2020.

## Modes
Le jeu conserve certains modes du jeu de rugby précédent développé et publié respectivement par Eko Software et Big Ben Interactive et comprend également une grande variété de modes différents qui n'étaient pas présents dans Rugby 18. Ces modes incluent :
- Mode de correspondance rapide
- Mode Ligue
- Mode entraînement
- Mode Défis
- Mon mode escouade
- Mode solo
- Mode collection

## Caractéristiques
La météo de Rugby 20 inclut désormais des cycles jour/nuit, de la pluie ainsi que des contrôles de jour et de nuit claires[Quoi ?] qui jouent un rôle dans le jeu. En effet, la pluie provoque la déformation de l'apparence des terrains tandis que le vent peut se produire de manière aléatoire, affectant éventuellement la projection du ballon lors d'une passe ou d'un coup de pied. Pour la première fois de la série, les notes des joueurs seraient données en fonction de leur note Rugby Pass Index, où les spécialistes des statistiques de Rugby Pass utiliseraient les données brutes de jeux réels pour donner des notes aux joueurs en conséquence.[réf. nécessaire]

## Équipes et stades
Le jeu propose la licence de tous les clubs du Top 14, de la Pro D2, de la Gallagher Premiership et du Pro14. Les équipes nationales incluses dans le jeu sont l'Afrique du Sud (sans licence), l'Argentine (sans licence), l'Australie (sans licence), l'Angleterre (sans licence), le Canada, l'Écosse, les États-Unis, les Fidji (sans licence), la France, la Géorgie, l'Italie, l'Irlande, le Japon, la Namibie, la Nouvelle-Zélande (sans licence), le pays de Galles, la Russie, les Samoa et l'Uruguay (sans licence).
Il existe également 10 stades sans licence ou génériques, allant des stades de niveau amateur aux stades de niveau professionnel.

## Commentaire
Les commentaires en anglais sont à nouveau fournis par le commentateur  Nick Mullins, et sont rejoints par la légende du rugby anglais Ben Kay. Les commentaires en français sont quant à eux fournis par le commentateur principal de Canal+ Sport, Éric Bayle, rejoint par l'ancien centre de rugby français Thomas Lombard.

## Réception
Rugby 20 a reçu des critiques « mitigées » pour les versions PS4 et Xbox One du jeu selon le site Metacritic.